# Wieda
Wieda là một đô thị của huyện Osterode, bang Niedersachsen, Đức. Đô thị này có diện tích 6,53 km².